# Atletismo nos Jogos Pan-Americanos de 2023 - Arremesso de peso feminino
A competição de arremesso de peso feminino do atletismo nos Jogos Pan-Americanos de 2023 foi disputada em 2 de novembro no Parque Deportivo Estadio Nacional, em Santiago, no Chile. No total, competiram 11 atletas de 9 Comitês Olímpicos Nacionais (CON).

## Calendário
Horário local (UTC-4).
| Data          | Horário | Fase  |
| ------------- | ------- | ----- |
| 2 de novembro | 18:15   | Final |

## Medalhistas
| Ouro   | CAN Sarah Mitton     |
| Prata  | DOM Rosa Ramírez     |
| Bronze | USA Adelaide Aquilla |

## Recordes
Antes desta competição, os recordes mundiais e dos Jogos Pan-Americanos da prova eram os seguintes:
| Tipo                             | Atleta              | Marca   | Local  | Data                |
| -------------------------------- | ------------------- | ------- | ------ | ------------------- |
|                                  | Natalya Lisovskaya  | 22,63 m | Moscou | 7 de junho de 1987  |
| Recorde dos Jogos Pan-Americanos | Danniel Thomas-Dodd | 19,55 m | Lima   | 9 de agosto de 2019 |

## Resultados

### Final
Estes foram os resultados:
| Pos. | Atleta              | Nacionalidade            | #1    | #2    | #3    | #4    | #5    | #6    | Resultado | Notas      |
| ---- | ------------------- | ------------------------ | ----- | ----- | ----- | ----- | ----- | ----- | --------- | ---------- |
| 01 ! | Sarah Mitton        | CAN Canadá               | 18.90 | 18.87 | 19.02 | x     | 19.19 | 19.19 | 19.19     |            |
| 02 ! | Rosa Ramírez        | DOM República Dominicana | 17.79 | 17.01 | 17.13 | 17.99 | 17.16 | 17.87 | 17.99     |            |
| 03 ! | Adelaide Aquilla    | USA Estados Unidos       | 17.73 | x     | x     | 17.54 | 17.54 | 17.71 | 17.73     |            |
| 4    | Layselis Jiménez    | CUB Cuba                 | 16.37 | 16.33 | 16.85 | 16.58 | 16.49 | 16.25 | 16.85     |            |
| 5    | Ana Caroline Miguel | BRA Brasil               | 16.29 | 16.46 | x     | 16.50 | x     | 16.70 | 16.70     |            |
| 6    | Lloydricia Cameron  | JAM Jamaica              | x     | 16.08 | 16.15 | 16.52 | x     | 16.63 | 16.63     |            |
| 7    | Natalia Duco        | CHI Chile                | 16.42 | 16.47 | 15.78 | x     | 16.40 | 16.58 | 16.58     | YC 18.5[A] |
| 8    | Lívia Avancini      | BRA Brasil               | 16.44 | 16.36 | 16.45 | 16.12 | 16.54 | 16.32 | 16.54     |            |
| 9    | Ahymara Espinoza    | VEN Venezuela            | 14.96 | 15.97 | x     |       |       |       | 15.97     |            |
| 10   | Kelsie Murrell-Ross | GRN Granada              | 15.88 | 15.84 | x     |       |       |       | 15.88     |            |
| 11   | Ivana Gallardo      | CHI Chile                | 15.27 | x     | 15.30 |       |       |       | 15.30     |            |

A Cartão amarelo – Participação genuína, conduta antidesportiva e imprópria.
Legenda
| Recorde mundial                  | Recorde mundial (World record)               |                       | Recorde africano                      | Recorde africano (African) |                                           | Q | Classificado por posição (Qualified) |
| Recorde dos Jogos Pan-Americanos | Recorde pan-americano (Pan-American record)  | Recorde da América    | Recorde da América (Americas)         | q                          | Classificado por melhor tempo (Qualified) |   |                                      |
| Melhor marca do ano              | Melhor marca do ano (World leading)          | Recorde asiático      | Recorde asiático (Asian)              | DNS                        | Não largou (Did not start)                |   |                                      |
| Recorde nacional                 | Recorde nacional (National record)           | Recorde europeu       | Recorde europeu (European)            | DNF                        | Não terminou (Did not finish)             |   |                                      |
| Recorde pessoal                  | Recorde pessoal do atleta (Personal best)    | Recorde da Oceania    | Recorde da Oceania (Oceania)          | DSQ / DQ                   | Desclassificado (Disqualified)            |   |                                      |
| Recorde da temporada             | Recorde da temporada do atleta (Season best) | Recorde sul-americano | Recorde sul-americano (South America) | NM                         | Sem marca (No mark)                       |   |                                      |